# دهستان دوبلوک
دهستان دوبلوک نام دهستانی در بخش ارجمند شهرستان فیروزکوه، استان تهران در ایران است. براساس سرشماری مرکز آمار ایران در سال ۱۳۸۵، جمعیت آن ۳۷۶۱ نفر (۱۱۱۱ خانوار) بوده‌است.
مرکز این دهستان، روستای سله بن می باشد.